# Zoe Kazan
Pour les articles homonymes, voir Kazan (homonymie).
Zoe Kazan, née le 9 septembre 1983 à Los Angeles en Californie, est une actrice, dramaturge, productrice et scénariste américaine.
Elle est révélée au grand public par son second rôle dans le drame salué par la critique Les Noces rebelles (2008), mais se fait surtout connaître comme actrice et scénariste grâce à la comédie romantique indépendante Elle s'appelle Ruby (2012), réalisée par Jonathan Dayton et Valerie Faris.
Elle confirme avec la romance Et (beaucoup) plus si affinités (2013), le drame fantastique In yours Eyes (2014), le film d'horreur The Monster (2016), la comédie dramatique The Big Sick (2017) et le western The Ballad of Buster Scruggs (2018).

## Biographie

### Jeunesse et formation
Elle naît à Los Angeles en Californie de Nicholas Kazan et Robin Swicord, des scénaristes. Elle a une sœur cadette, Maya Kazan, qui est elle aussi actrice. Ses grands-parents paternels sont Elia Kazan, le fameux réalisateur, écrivain et scénariste, et Molly Kazan (en) (née Thacher), une scénariste.
Elle a été à l'école primaire de Wildwood School (en), puis à Windward School (en) situé à Los Angeles. Elle est diplômée en 2005 d'un Bachelor of Arts, (licence) option théâtre de l'université Yale.

### Vie privée
Depuis 2007, elle est en couple avec l'acteur et réalisateur américain Paul Dano,. En août 2018, elle donne naissance à leur premier enfant, une fille prénommée Alma Bay,, puis en octobre 2022 à leur second, un garçon dont le prénom n'a pas été révélé.

### Débuts d'actrice et auteure (années 2000)

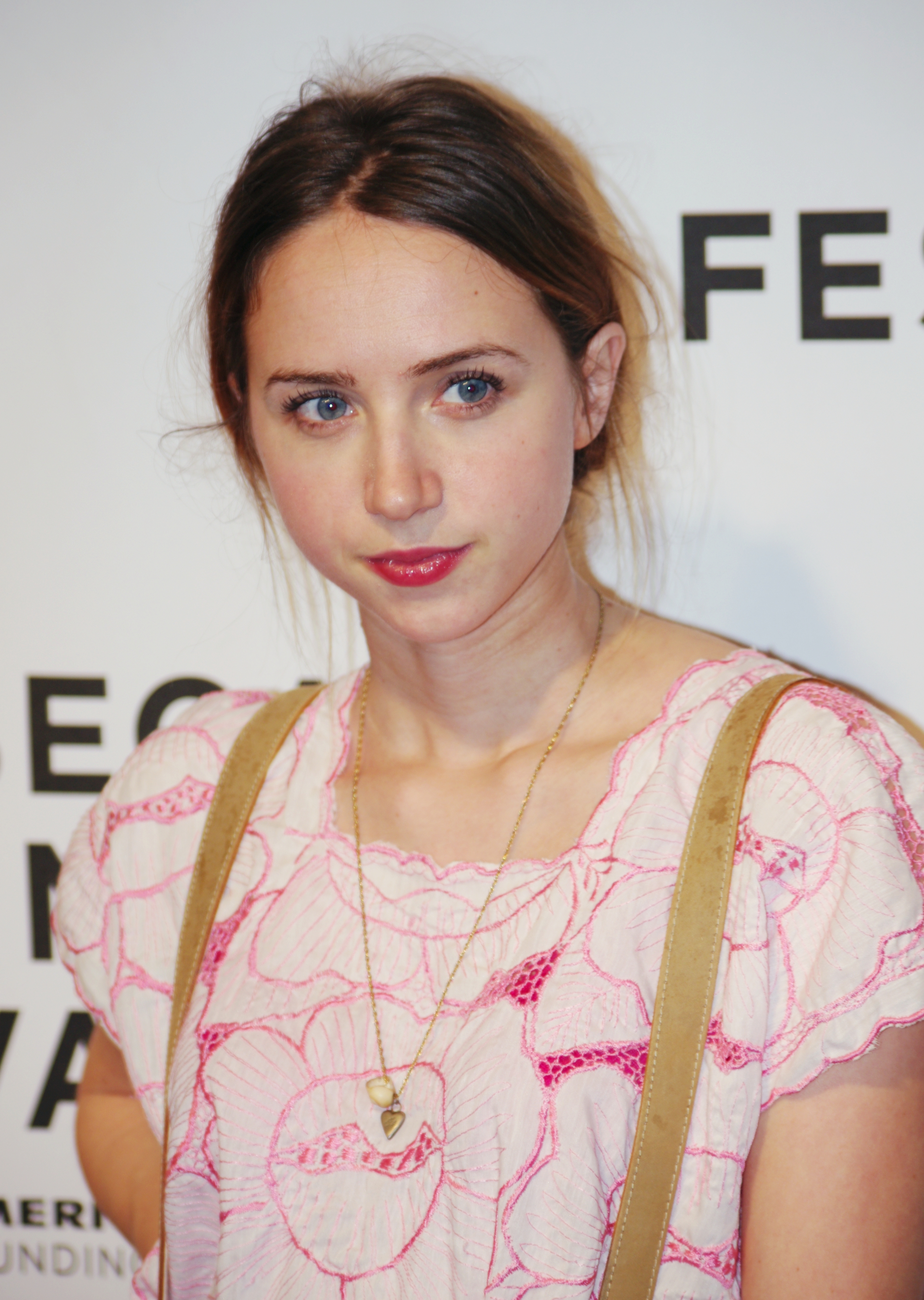
L'actrice, jurée au Festival du film de Tribeca en 2011.

Elle apparait pour la première fois à l'écran en 2003, avec un second rôle dans le film indépendant Swordswallowers and Thin Men. Elle se concentre cependant par la suite sur le théâtre. En 2006, elle tient son premier rôle principal dans la pièce Le Bel âge de Miss Brodie à Broadway. Elle y incarne Sandy Stranger. Forte de cette expérience, elle se lance à Hollywood.
L'année suivante, elle joue un petit rôle d'une étudiante dans le film La Famille Savage de Tamara Jenkins avant d'apparaître dans un épisode de la série télévisée Médium puis dans les films La Faille & Dans la vallée d'Elah. A l'automne de la même année, elle revient dans les pièces 100 Saints You Should Know et Things We Want.
En janvier 2008, elle fait ses débuts à Broadway face à S. Epatha Merkerson et Kevin Anderson (en) dans une reprise de William Inge, Come Back, Little Sheba (en). La même année, elle apparait dans la pièce The Seagull, puis dans les films August, Me and Orson Welles et dans Les Noces rebelles, aux côtés de Leonardo Dicaprio et Kate Winslet, qui la font connaître d'un large public.
Deux ans plus tard, elle apparait dans la comédie romantique Happythankyoumoreplease dans le rôle de Mary Catherine. Elle joue aussi dans le film La Dernière Piste au côté de Paul Dano. Elle fait une apparition dans quatre épisodes de la série télévisée Bored to Death.
En 2011, elle écrit sa seconde pièce de théâtre intitulé We Live Here. Celle-ci est jouée à Broadway du 6 au 12 novembre 2011.

### Révélation et progression (années 2010)

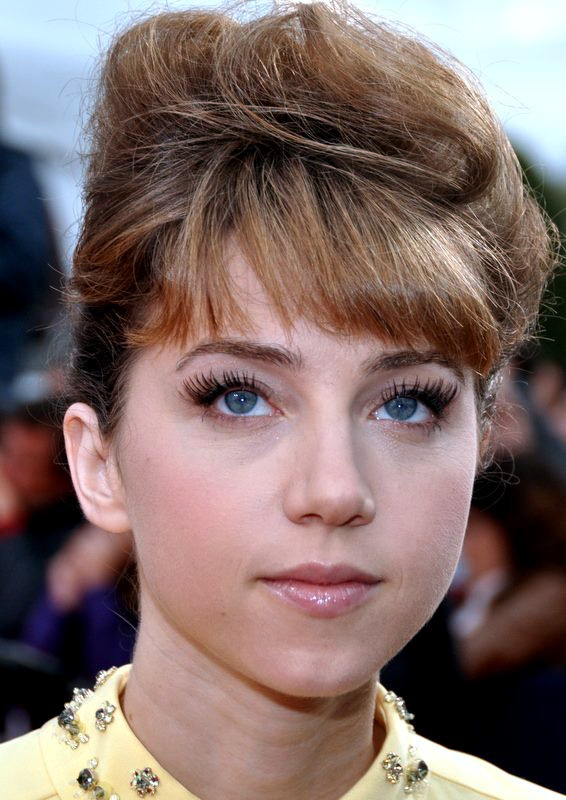
L'actrice au Festival du cinéma américain de Deauville 2012, pour la présentation de Elle s'appelle Ruby.

En 2012, elle écrit et joue dans la comédie romantique Elle s'appelle Ruby réalisée par Jonathan Dayton et Valerie Faris. Elle y interprète le rôle de Ruby Sparks aux côtés de Paul Dano, Antonio Banderas, Deborah Ann Woll et Chris Messina,.
Le succès critique du film l'amène à enchaîner les rôles d'héroïne romantique : en 2013, elle incarne l'une des ex du héros (joué par Adam Brody) du film indépendant Some Girl(s), mais tient aussi le double premier rôle féminin de la comédie dramatique The Pretty One, face à Jake Johnson. Enfin, elle donne la réplique à Daniel Radcliffe pour la romance Et (beaucoup) plus si affinités, de Michael Dowse.
L'année suivante, elle s'extirpe de ce registre : à l'écran, si elle tient le premier rôle de la romance fantastique In yours Eyes, écrite par Joss Whedon, aux côtés de Michael Stahl-David, elle tient aussi un rôle secondaire, celui de Denise Thibodeau, dans la mini-série Olive Kitteridge. Sa performance lui vaut une nomination aux Emmy Awards.
Mais surtout, elle écrit sa troisième et avant-dernière pièce jusqu’à ce jour, intitulée Trudy and Max in Love.
En 2015, elle est au casting de la série comique The Walker, qui se compose de huit épisodes, et tient un petit rôle dans le thriller Que le meilleur gagne, de David Gordon Green, bâti autour de la performance de la star Sandra Bullock.
En juillet 2016, elle est annoncée comme co-scénariste du drame Wildlife, une adaptation du roman éponyme de Richard Ford, dont la sortie sera prévue pour 2018. Son compagnon, Paul Dano co-écrit le film et le réalise.
La même année, elle défend trois projets en tant qu'actrice : elle tient un second rôle dans la comédie indépendante My Blind Brother, portée par Adam Scott, Nick Kroll et Jenny Slate. Elle surprend aussi en étant la tête d'affiche du film d'horreur The Monster. Enfin, elle tourne l'épisode pilote d'une nouvelle série télévisée conçue par une partie de l'équipe de Girls, intitulée Max, mais le projet n'est pas retenu par la chaîne HBO. Elle joue cependant dans deux épisodes d'une nouvelle série dramatique de la chaîne, The Deuce, portée par James Franco et Maggie Gyllenhaal, lancée en 2017.
Mais cette même année, elle connaît un succès critique et commercial surprise en revenant à un rôle d'héroïne romantique : celui d'Emily dans le film indépendant The Big Sick, face à Kumail Nanjiani, également co-scénariste.
En 2018, elle joue dans l'un des segments du western anthologique The Ballad of Buster Scruggs, écrit, réalisé et produit par Joel et Ethan Coen,. Le projet était initialement conçu comme une série télévisée en six épisodes, avant d'être refondu en juillet 2018 en long-métrage à sketches.
Quatre ans plus tard, elle partage avec Carey Mulligan l'affiche de She Said, adaptation du livre de Jodi Kantor et Megan Twohey (toutes deux journalistes au New York Times). Celui-ci revient sur l'enquête journalistique de 2017 ayant révélé l'affaire Harvey Weinstein.

## Théâtre

### En tant qu'actrice
- 2006 : Le Bel âge de Miss Brodie, Theatre Row (en), New York : Sandy Stranger
- 2007 : 100 Saints You Should Know, Playwrights Horizons (en), New York : Abby
- 2007 : Things We Want, Theatre Row, New York : Stella
- 2008 : Come Back, Little Sheba (en), Samuel J. Friedman Theatre, New York : Marie
- 2008 : La Mouette (The Seagull), Walter Kerr Theatre, New York : Masha
- 2010 : A Behanding in Spokane (en), Gerald Schoenfeld Theatre, New York : Marilyn
- 2010 : Angels in America, Signature Theatre Company (en), New York : Harper Pitt
- 2013 : Clive, Theatre Row, New York : Joanne
- 2014 : When We Were Young and Unafraid, Manhattan Theatre Club, New York : Mary Anne
- 2016 : Love Love Love, Roundabout Theatre Company (en), New York : Rose

### En tant que dramaturge
- 2009 : Absalom, Actors Theatre of Louisville
- 2011 : We Live Here, Manhattan Theatre Club[17]
- 2014 : Trudy and Max in Love, South Coast Repertory (en)
- 2017 : After The Blast, Lincoln Center Theatre[18]

## Filmographie

### En tant qu'actrice

#### Cinéma
- 2003 : Swordswallowers and Thin Men de Max Borenstein : Samantha
- 2007 : La Famille Savage (Savages) de Tamara Jenkins : Une étudiante
- 2007 : La Faille (Fracture) de Gregory Hoblit : Mona
- 2007 : Dans la vallée d'Elah (In the valley of Elah) de Paul Haggis : Angie
- 2008 : August d'Austin Chick : Employée
- 2008 : Orson Welles et Moi de Richard Linklater : Gretta Adler
- 2008 : Les Noces rebelles (Revolutionary Road) de Sam Mendes : Maureen Grube
- 2009 : Les Vies privées de Pippa Lee (The Private Lives of Pippa Lee) de Rebecca Miller
- 2009 : The Exploding Girl de Bradley Rust Gray : Ivy
- 2009 : Pas si simple (It's Complicated) de Nancy Meyers : Gabby
- 2009 : Je déteste la Saint-Valentin (I Hate Valentine's Day) de Nia Vardalos : Tammy Greenwood
- 2010 : La Dernière Piste (Meek's Cutoff) de Kelly Reichardt : Millie Gately
- 2011 : Happythankyoumoreplease de Josh Radnor : Mary Catherine
- 2012 : Elle s'appelle Ruby (Ruby Sparks) de Jonathan Dayton et Valerie Faris : Ruby Sparks
- 2013 : Some Girl(s) de Daisy von Scherler Mayer : Reggie
- 2013 : The Pretty One de Jenée LaMarque : Laurel et Audrey
- 2014 : Et (beaucoup) plus si affinités (What If) de Michael Dowse : Chantry
- 2014 : In yours Eyes de Brin Hill : Rebecca Porter
- 2015 : Que le meilleur gagne (Our Brand Is Crisis) de David Gordon Green : LeBlanc
- 2016 : The Monster de Bryan Bertino : Kathy
- 2016 : My Blind Brother (en) de Sophie Goodhart : Francie
- 2017 : The Big Sick de Michael Showalter : Emily
- 2018 : La Ballade de Buster Scruggs (The Ballad of Buster Scruggs) de Joel et Ethan Coen : Alice Longabaugh
- 2019 : Un hiver à New York (The Kindness of Strangers) de Lone Scherfig : Clara Scott
- 2022 : She Said de Maria Schrader : Jodi Kantor

#### Télévision
- 2007 : Médium : Izzy (saison 3, épisode 15)
- 2010 : Bored to Death : Nina (rôle récurrent, 4 épisodes)
- 2011 : Showing Up (Documentaire)
- 2014 : Olive Kitteridge : Denise Thibodeau (rôle récurrent, 2 épisodes)
- 2015 : The Walker : Dotty (rôle principal, 8 épisodes)
- 2017-2019 : The Deuce : Andrea Martino, la femme de Vincent (rôle récurrent, 8 épisodes)
- 2020 : The Plot Against America : Elizabeth Levin (6 épisodes)
- 2021 : Clickbait : Pia Brewer (8 épisodes)

### En tant que productrice et scénariste
- 2012 : Elle s'appelle Ruby (Ruby Sparks)
- 2018 : Wildlife - Une saison ardente (Wildlife)

## Récompense
- 2012 : 6e cérémonie des Detroit Film Critics Society Awards : Révélation de l'année pour Elle s'appelle Ruby